# Julianne Hough
Julianne Alexandra Hough, född 20 juli 1988 i Orem, Utah, är en amerikansk professionell dansare, sångare och skådespelare. Hon är uppväxt i Salt Lake City. Julianne har medverkat i Nicholas Sparks film Safe Haven tillsammans med skådespelaren Josh Duhamel. Men hon är nog mest känd för att ha vunnit i ABC-programmet Dancing with the Stars två gånger. Julianne har en stor familj som alla har intresse för dans, och det var när hon och hennes bror Derek Hough blev anlitade hos DWTS som hennes karriär tog fart.

## Filmografi
| År   | Titel              | Roll                         |
| ---- | ------------------ | ---------------------------- |
| 2010 | Burlesque          | Georgia                      |
| 2011 | Footloose (remake) | Ariel Moore                  |
| 2012 | Rock of Ages       | Sherrie Christian            |
| 2013 | Safe Haven         | Katie Feldman / Erin Tierney |
| 2015 | Curve              | Mallory Rutledge             |
| 2016 | Dirty Grandpa      | Meredith                     |

## Diskografi
Album
- 2008 – Julianne Hough

EP
- 2008 – Sounds of the Season: The Julianne Hough Holiday Collection

Singlar
- 2007 – "Will You Dance With Me"
- 2008 – "That Song in My Head"
- 2008 – "My Hallelujah Song"
- 2010 – "Is That So Wrong"